# Jagrysz (rejon wożegodski)
Jagrysz (ros. Ягрыш) – wieś w Rosji, w rejonie wożegodskim obwodu wołogodzkiego. W 2010 r. liczyła 2 mieszkańców.